# Повітряні сили Великої Британії
Королі́вські пові́тряні си́ли Вели́кої Брита́нії (англ. Royal Air Force (RAF)) — повітряні сили Великої Британії, складова частина збройних сил Сполученого Королівства.
Королівські ПС ведуть свою історію з початку офіційного формування 1 квітня 1918 року, і є найстарішими повітряними силами, як окремим видом збройних сил, у світі. Зі здобуттям перемоги у Першій світовій війні, ПС Великої Британії на той час стали найбільшими повітряними силами окремої країни. З моменту свого утворення вони грали виключну роль у військовій історії Британії, особливий внесок був зроблений ними за часів Другої світової війни, зокрема битви за Британію.
Основним призначенням Королівських повітряних сил Великої Британії є «забезпечення можливостей, необхідних: для підтримки безпеки і оборони Сполученого Королівства і заморських територій, у тому числі в боротьбі проти тероризму; підтримка британського уряду в його політичній діяльності за кордоном, особливо в сприянні міжнародному миру і безпеці».
На початок XXI століття Королівські Повітряні сили утримують потужний оперативний компонент різнорідних літальних апаратів, які описуються керівництвом ПС, як передові з точки зору технологій. Цей конгломерат сил, у значній мірі, складається з літаків, у тому числі: бойові та ударні літаки, літаки далекого радіолокаційного виявлення та управління, розвідувальні, зв'язку, дозаправлення у повітрі, а також стратегічні й тактичні транспортні літаки. Більшість вертольотів ПС Британії уходять до складу потрійного Об'єднаного вертолітного командування, що діє в інтересах підтримки сухопутних військ. Переважна більшість літальних апаратів й персоналу Королівських ПС базується у Великій Британії, водночас, певна частина бере участь в операціях за кордоном (в основному в Афганістані) або дислокується на довгостроковій основі на визначених повітряних базах за межами країни (острів Вознесіння, Кіпр, Гібралтар і Фолклендські острови).
Хоча RAF є основним повітряним компонентом британських збройних сил, Королівські повітряні сили флоту Великої Британії та армійська авіація британської армії разом становлять загальні повітряні сили, які інтегровані в морському, прибережному та наземному середовищах.
Станом на 2025 рік Королівські ПС Великої Британії мають на озброєнні близько 150 бойових літаків.

## Історія

### Рані етапи
Королівські повітряні сили (RAF; англ. Royal Air Force) були сформовані наприкінці Першої світової війни 1 квітня 1918 року, ставши третьою незалежною авіацією у світі після повітряних сил Мексики (створених 5 лютого 1915 року) і повітряних сил Фінляндії (створених 6 березня 1918 року), шляхом об'єднання Королівського льотного корпусу (RFC; англ. Royal Flying Corps) та Королівської морської авіаційної служби (RNAS; англ. Royal Naval Air Service). Це було здійснено за рекомендацією, підготовленою південноафриканським державним діячем і генералом Яном Смутсом. На той час RAF були найбільшою повітряною силою у світі. Їхня штаб-квартира розташовувалася в колишньому готелі «Сесіл».
Після війни Королівські ПС зазнали значного скорочення, і міжвоєнний період був відносно спокійним. RAF взяли на себе відповідальність за військову діяльність Британії в Іраку та виконували незначні операції в інших частинах Британської імперії, зокрема створюючи бази для захисту Сінгапуру та Малайї. Морська авіаційна гілка RAF, Флотська авіація (FAA; англ. Fleet Air Arm), була заснована у 1924 році, але 24 травня 1939 року передана під контроль Адміралтейства.
RAF прийняли доктрину стратегічного бомбардування, що призвело до будівництва дальніх бомбардувальників і стало основною стратегією бомбардувань під час Другої світової війни.

### Друга світова війна
Королівські Повітряні Сили (RAF) зазнали швидкого розширення перед початком і під час Другої світової війни. Відповідно до Плану підготовки авіації країн Британської Співдружності, ухваленого в грудні 1939 року, повітряні сили країн Співдружності готували та формували ескадрильї «Статті XV» для служби у складах RAF. Багато окремих військовослужбовців із цих країн, а також вигнанців з окупованої Європи, також служили у складі ескадрилій RAF. До кінця війни Королівські повітряні сили Канади надали понад 30 ескадрилій для служби в частинах RAF, а приблизно чверть особового складу Бомбардувального командування становили канадці. Крім того, Королівські повітряні сили Австралії складали близько дев'яти відсотків усього персоналу RAF, який служив на європейському та середземноморському театрах воєнних дій.
Під час Битви за Британію в 1940 році RAF захищали британське небо від чисельно переважаючих сил Люфтваффе. Це була, ймовірно, найтриваліша та найскладніша повітряна кампанія в історії, яка значно сприяла затримці та зрештою безстроковому відкладенню операції «Морський лев» — планів Гітлера щодо вторгнення до Великої Британії. 20 серпня, натхненний стійкістю RAF, прем’єр-міністр Вінстон Черчилль виступив у Палаті громад із промовою до нації, в якій сказав: 
Ніколи ще в історії людських конфліктів настільки багато не були в боргу перед настільки малою кількістю людей— Вінстон Черчилль, Прем'єр-міністр Великої БританіїОригінальний текст (англ.)
«Never in the field of human conflict was so much owed by so many to so few»
Найбільші зусилля RAF під час війни були спрямовані на стратегічну бомбардувальну кампанію проти Німеччини, здійснювану Бомбардувальним командуванням. Хоча бомбардування Німеччини RAF розпочалося майже одразу після початку війни, спочатку воно було малоефективним. Лише пізніше, особливо під керівництвом головного маршала авіації Артура Гарріса, ці атаки ставали дедалі більш руйнівними — починаючи з 1943 року, коли з’явилися нові технології та більша кількість досконаліших літаків. RAF перейшли до нічного бомбардування великих площ у німецьких містах, таких як Гамбург і Дрезден. Саме нічні килимові бомбардування становили основну частину кампанії RAF, переважно завдяки Гаррісу, хоча також було розроблено точні методи бомбардування для окремих операцій. Серед них — знаменита атака «Руйнівників дамб» 617-ї ескадрильї або напад на в'язницю в Ам’єні, відомий як Операція «Єрихон».

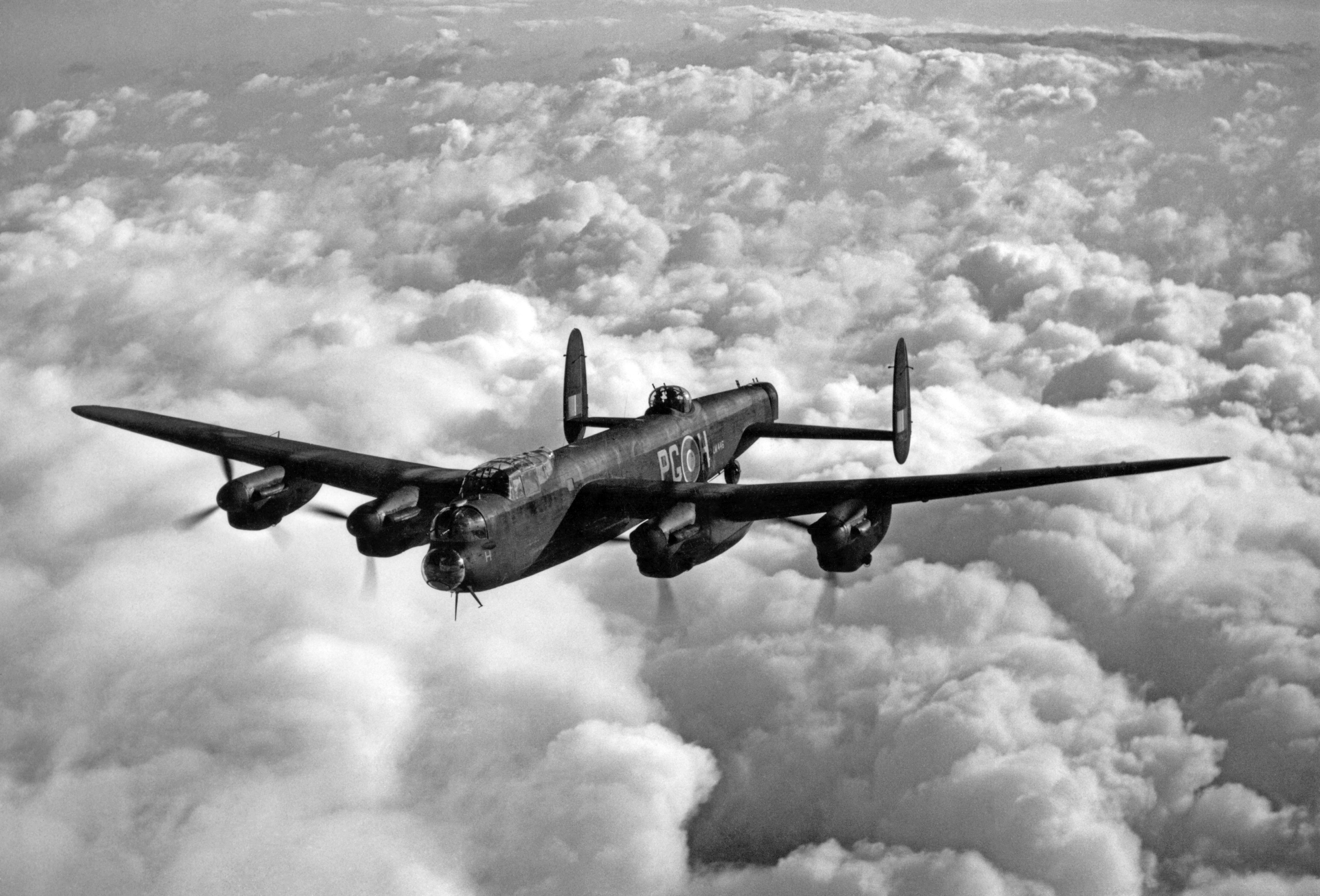
Важкий бомбардувальник Avro Lancaster широко використовувався під час стратегічного бомбардування Німеччини.

### Період Холодної війни
Після перемоги у Другій світовій війні Королівські повітряні сили Великої Британії (КПС, англ. RAF) зазнали значної реорганізації, оскільки технологічний прогрес у сфері повітряної війни призвів до появи реактивних винищувачів і бомбардувальників. На ранніх етапах Холодної війни однією з перших великих операцій RAF став Берлінський авіаміст, що отримав кодову назву «Операція Plainfire». З 26 червня 1948 року до зняття радянської блокади міста 12 травня 1949 року RAF забезпечили 17% від загального обсягу поставок, використовуючи літаки Avro York та Douglas Dakota, які доставляли вантажі до аеропорту Гатов, а також літаки Short Sunderland, що приземлялися на озері Гафель.
Перші післявоєнні бойові дії для RAF відбулися під час арабо-ізраїльської війни 1948 року: у травні 1948 року, під час виведення британських військ з колишньої підмандатної Палестини, британські Supermarine Spitfire FR.18 збили чотири єгипетські Spitfire LF.9 після того, як ПС Єгипту помилково атакували авіабазу RAF Рамат-Давид. У ході зіткнень з ПС Ізраїлю RAF втратили один розвідувальний літак de Havilland Mosquito PR.34 у листопаді 1948 року, а також чотири Spitfire FR.18 і один Hawker Tempest F.6 у січні 1949 року.
До розробки Великою Британією власної ядерної зброї RAF отримували американську ядерну зброю в рамках проєкту E. Однак після створення власного ядерного арсеналу британський уряд 16 лютого 1960 року ухвалив рішення розподілити ядерний стримувальний потенціал між RAF та підводними човнами Королівського флоту. Спочатку основну роль відігравали бомбардувальники V-серії, озброєні ядерними бомбами вільного падіння, а пізніше – ракетами Blue Steel. Після введення на озброєння Королівським флотом підводних човнів з балістичними ракетами Polaris стратегічна ядерна роль перейшла до флоту 30 червня 1969 року. З цього часу RAF зосередилися на тактичному застосуванні ядерної зброї, використовуючи бомби WE.177. Ця роль зберігалася за бомбардувальниками V-серії до 1980-х років, а згодом – до 1998 року за ударними літаками Panavia Tornado GR1.

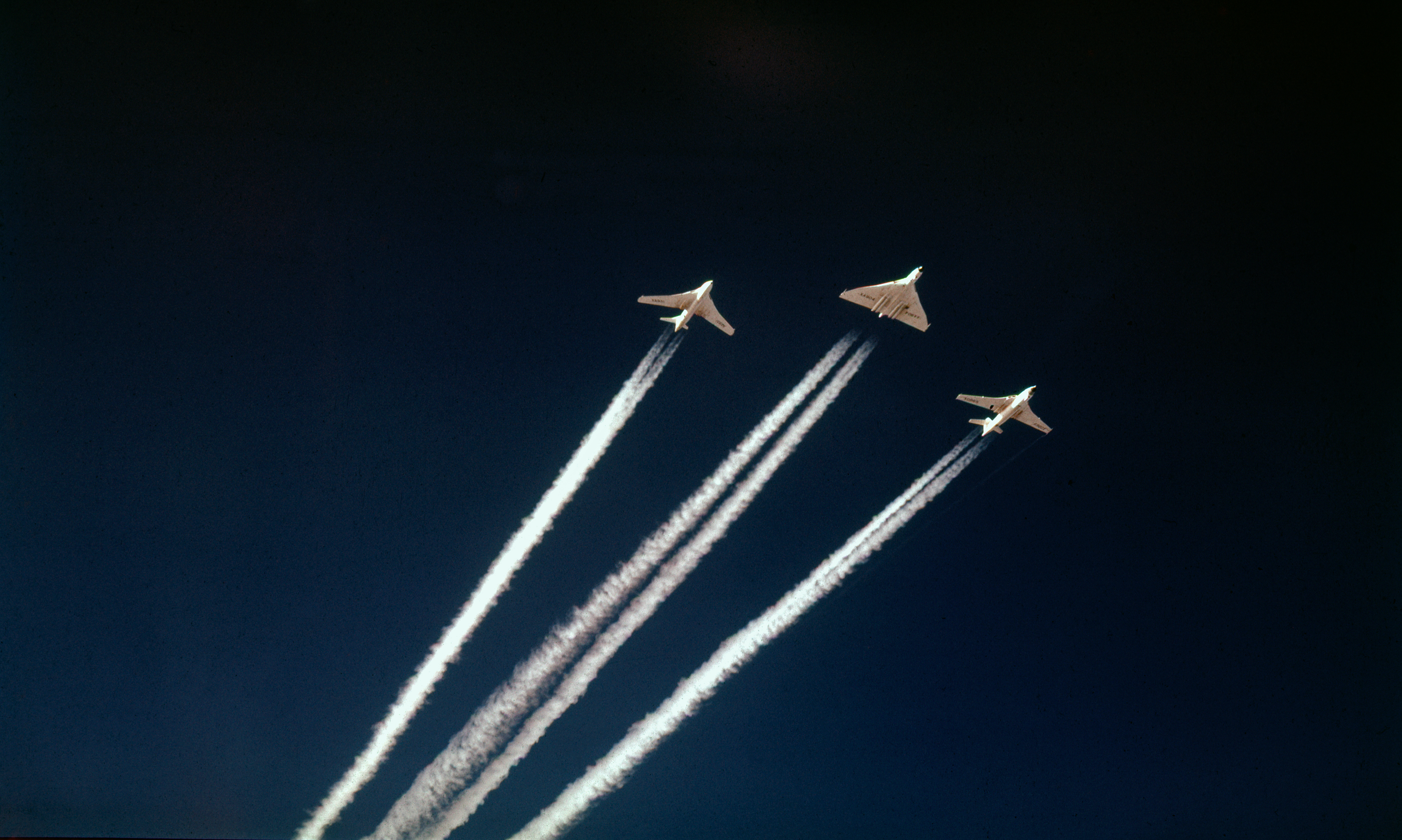
V-бомбардувальники використовувалися як носій звичайних бомб, так і ядерних.

Протягом більшої частини Холодної війни головним завданням RAF був захист Західної Європи від можливої атаки з боку СРСР. Багато ескадрилей базувалися в Західній Німеччині. Основні бази RAF у цьому регіоні включали авіабази RAF Брюгген, Гютерсло, Лаарбрюх і Вільденрат – остання була єдиною базою ППО RAF в Німеччині. Зі зменшенням впливу Британської імперії глобальні операції скоротилися, а 31 жовтня 1971 року було розформовано Далекосхідні повітряні сили.
Незважаючи на це, RAF брали участь у багатьох конфліктах періоду Холодної війни. У червні 1948 року вони розпочали операцію «Firedog» проти малайських повстанців під час Надзвичайного стану в Малайї. Операції тривали наступні 12 років до 1960 року, з вильотами з авіабаз RAF Тенгах і RAF Баттерворт. RAF відіграли незначну роль у Корейській війні, зокрема використовуючи летючі човни. З 1953 по 1956 роки ескадрильї Avro Lincoln здійснювали операції проти повстанців Мау-Мау в Кенії, базуючись на RAF Істлі.
Під час Суецької кризи 1956 року RAF відіграли значну роль, діючи з авіабаз RAF Акротирі та RAF Нікосія на Кіпрі, а також RAF Лукка та RAF Хал Фар на Мальті в рамках операції «Мушкетер». Під час цього конфлікту RAF зазнали останньої на сьогоднішній день втрати від ворожого літака – розвідувальний English Electric Canberra PR7 був збитий над Сирією.
У 1957 році Королівські повітряні сили Великої Британії брали активну участь у війні Джебель-Ахдар в Омані, використовуючи літаки de Havilland Venom та Avro Shackleton. Між липнем і груднем 1958 року RAF здійснили 1 635 авіанальотів, скинувши 1 094 тонни бомб і випустивши 900 ракет по внутрішніх районах Оману, атакуючи повстанців, гірські села та водні канали у війні, яка залишалася маловідомою.
Під час конфронтації з Індонезією на початку 1960-х років літаки RAF також брали участь у бойових діях, однак завдяки дипломатичним зусиллям і взаємному ігноруванню певних подій конфлікт не переріс у повномасштабну війну. RAF відігравали значну роль під час кризи в Адені з 1963 по 1967 рік. Винищувачі-бомбардувальники Hawker Hunter FGA.9, що базувалися на RAF Хормаксар в Адені, регулярно викликалися британською армією для авіаційної підтримки та нанесення ударів по позиціях повстанців. Кампанія в Радфані (Операція «Nutcracker») на початку 1964 року змогла придушити повстання в цьому регіоні, проте не поклала край повстанському руху, і в листопаді 1967 року британці врешті-решт залишили Аден.
Однією з найбільших операцій RAF у період Холодної війни стала повітряна кампанія під час Фолклендської війни 1982 року, коли вони діяли спільно з авіацією Королівського флоту. Під час конфлікту літаки RAF були дислоковані на острові Вознесіння в Атлантичному океані, а загін 1-ї ескадрильї діяв у складі Королівського флоту, базуючись на авіаносці HMS Hermes. Пілоти RAF також брали участь у бойових вильотах, використовуючи палубні винищувачі Sea Harrier ВМС Великої Британії для повітряного бою, зокрема лейтенант Дейв Морган став найрезультативнішим пілотом війни.
Після перемоги Великої Британії RAF залишилися в Південній Атлантиці для забезпечення протиповітряної оборони Фолклендських островів. У 1984 році на авіабазі RAF Маунт-Плезант була розміщена ескадрилья перехоплювачів McDonnell Douglas Phantom FGR2.

### Після холодної війни

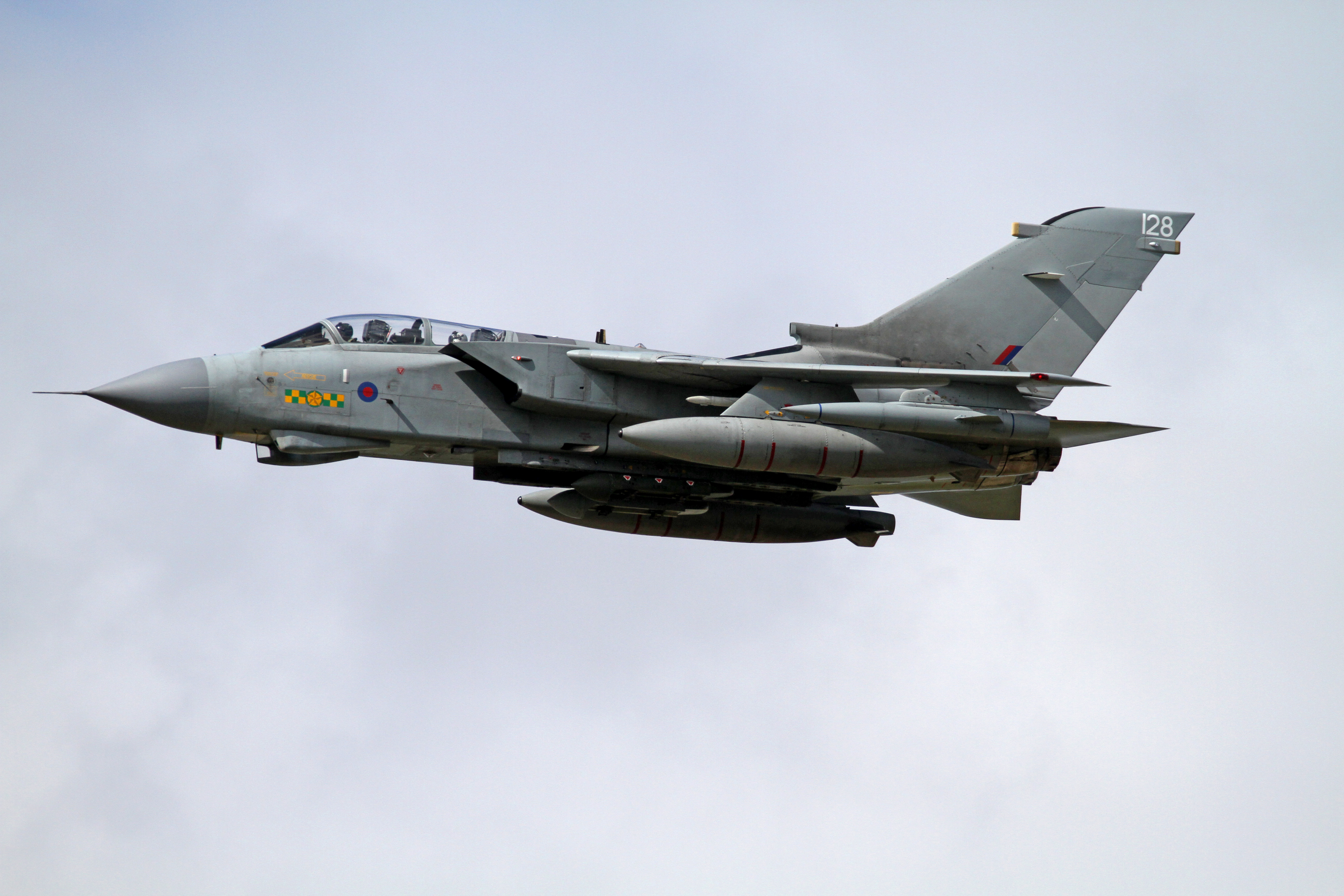
Tornado відігравав невід’ємну роль в операціях Королівських ПС з 1991 року аж до виходу з експлуатації в 2019 році

З кінцем Холодної війни та розпадом Радянського Союзу Королівські повітряні сили (RAF) знову зосередилися на експедиційній авіації. З 1990 року RAF брали участь у кількох масштабних операціях, зокрема у війні в Перській затоці 1991 року, війні в Косові 1999 року, війні в Афганістані 2001 року, вторгненні та війні в Іраку 2003 року, інтервенції в Лівії 2011 року, а з 2014 року залучені до війни проти Ісламської держави.
У 2004 році RAF розпочали операції з використанням дистанційно керованих авіаційних систем, коли 1115-та ескадрилья виконувала місії в Афганістані та Іраку за допомогою General Atomics MQ-1 Predator. Спочатку діючи у складі повітряних сил США, RAF створили власну ескадрилью RPAS у 2007 році, коли 39-та ескадрилья була сформована як підрозділ General Atomics MQ-9 Reaper на авіабазі Кріч, Невада.
90-та річниця RAF була відзначена 1 квітня 2008 року авіапарадом, у якому взяли участь пілотажна група «Red Arrows» та чотири винищувачі Eurofighter Typhoon. Вони пролетіли вздовж річки Темзи рівною лінією від Лондон-Сіті аеропорту через Тауерський міст, Лондонське око, Меморіал RAF і, рівно о 13:00, Міністерство оборони Великої Британії.
З кінця Холодної війни було проведено чотири основні оборонні огляди: «Options for Change» у 1990 році, «Strategic Defence Review» у 1998 році, «Delivering Security in a Changing World» у 2003 році та «Strategic Defence and Security Review» у 2010 році. Усі ці огляди призвели до поступового скорочення чисельності персоналу та кількості літаків, особливо бойових, таких як швидкісні реактивні винищувачі. В рамках останнього огляду SDSR 2010 року було скасовано морський патрульний літак BAE Systems Nimrod MRA4 через перевищення витрат і зриви термінів. Інші скорочення передбачали зменшення загальної чисельності персоналу на 5000 осіб до 33 000 навчених військових, а також дострокове списання спільного авіаційного угруповання Harrier, зокрема літаків BAE Harrier GR7/GR9.
Останніми роками винищувачі, що перебувають у режимі швидкого реагування (Quick Reaction Alert, QRA), все частіше піднімалися в повітря у відповідь на наближення літаків ВПС Росії до повітряного простору Великої Британії. 24 січня 2014 року в Палаті громад міністр збройних сил, консерватор Ендрю Робатан, повідомив, що сили QRA Королівських ПС піднімалися в повітря майже 30 разів за останні три роки: 11 разів у 2010 році, 10 разів у 2011 році та 8 разів у 2012 році. Бази RAF Конінгсбі у Лінкольнширі та RAF Лоссімут у Мораві забезпечують літаки QRA, які за лічені хвилини здіймаються в повітря для перехоплення або супроводу літаків, що викликають занепокоєння. Зазвичай Лоссімут відповідає за північний сектор повітряного простору Великої Британії, а Конінгсбі — за південний. Пілот винищувача Typhoon, лейтенант Ноель Ріс, пояснює, як працює чергування QRA: «На початковому етапі реагування на потенційну загрозу диспетчери цивільної авіації можуть помітити літак, що поводиться нестабільно, не відповідає на радіовиклики або передає сигнал лиха через транспондер. Замість негайного підйому винищувачів, диспетчер може перевести їх у вищий ступінь готовності — “виклик у кабіну”. У цьому випадку пілот мчить до укріпленого ангару та виконує всі підготовчі дії, окрім запуску двигунів».
4 жовтня 2015 року завершилася понад 70-річна історія надання Королівськими ПС пошуково-рятувальних послуг у Великій Британії. Гелікоптери Westland Sea King, які перебували на озброєнні RAF та Королівського флоту понад 30 років, були зняті з експлуатації. Відповідальність за пошуково-рятувальні операції у Великій Британії перейшла до приватної компанії Bristow Helicopters, яка в рамках ініціативи приватного фінансування закупила нові вертольоти Sikorsky S-92 та AgustaWestland AW189. Відтоді всю рятувальну авіацію Великої Британії забезпечує Bristow.
У 2018 році Королівські ПС запустили програму майбутньої супутникової системи для збору зображень, розпочавши її з виведення на орбіту демонстраційного супутника Carbonite-2. Апарат вагою 100 кг використовує комерційні компоненти та забезпечує високоякісні зображення і 3D-відео з космосу. 1 квітня 2018 року RAF відзначили своє 100-річчя, а 10 липня того ж року відбувся святковий авіапарад над Лондоном за участю 103 літаків.

### 2020 — теперішній час

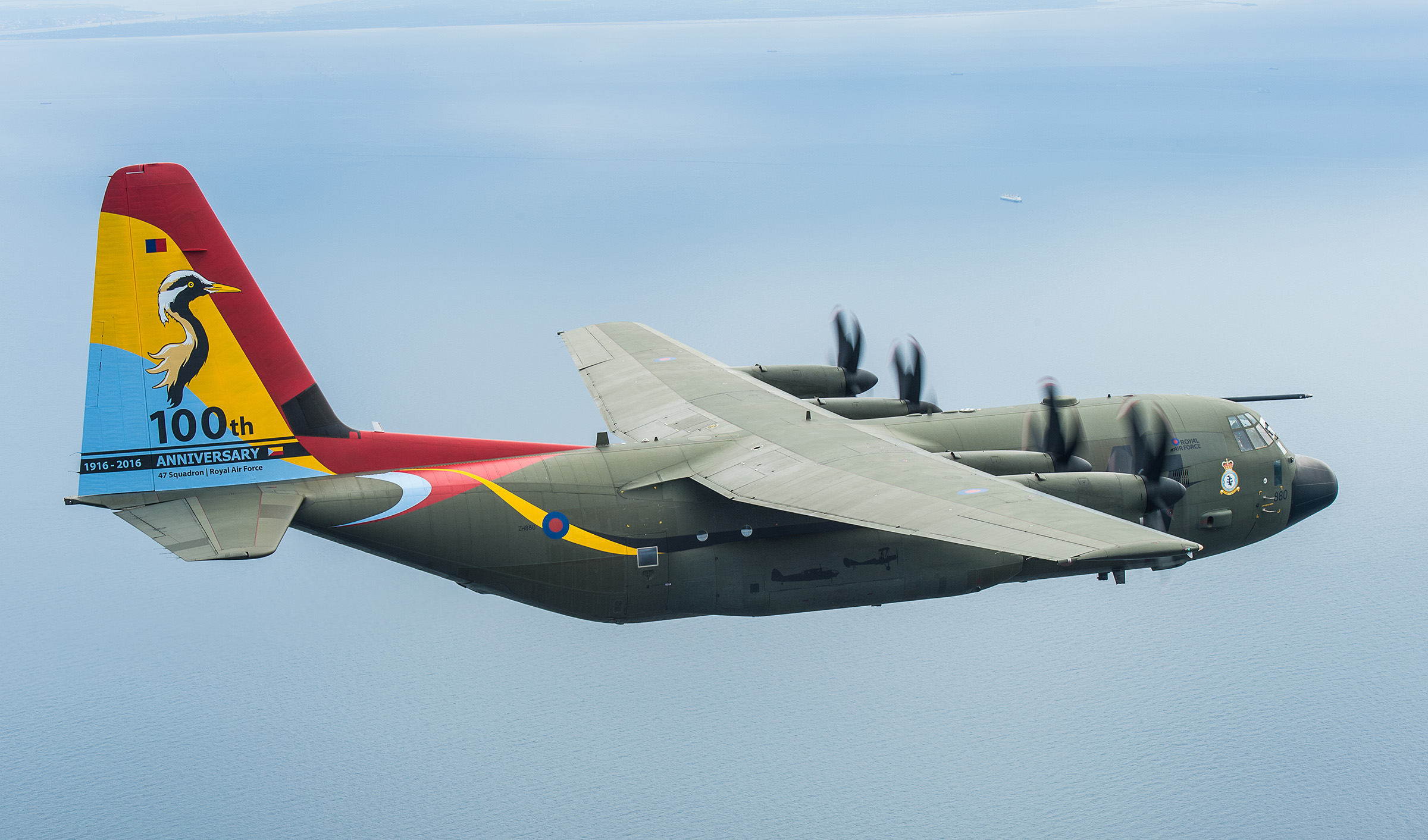
Королівські ПС експлуатували літаки Hercules з 1967 року. Модель C-130J Super Hercules перебувала на службі з 1998 до 2023 року.

З березня 2020 року до 2022 року Королівські ПС допомагали у боротьбі з пандемією COVID-19 у Великій Британії в рамках операції Rescript. Це включало евакуаційні рейси для репатріації, медичні перевезення хворих на COVID-19, надання водіїв і диспетчерів для служби швидкої допомоги, а також розміщення військових медиків у лікарнях, тестових центрах та пунктах вакцинації. У рамках операції «Broadshare» RAF також брали участь у міжнародних гуманітарних місіях, евакуюючи громадян Великої Британії та доставляючи медичне обладнання та вакцини в заморські території та військові бази.
20-річна місія Великої Британії в Афганістані завершилася в серпні 2021 року, коли відбулася найбільша повітряна евакуація з часів Берлінської блокади. У рамках операції «Pitting» Королівські ПС евакуювали понад 15 000 осіб за два тижні. У квітні-травні 2023 року RAF допомогли евакуювати понад 2 300 осіб із Судану через громадянську війну у країні в рамках операції «Polarbear».
У квітні 2024 року винищувачі Typhoon FGR4, що діяли з бази RAF Акротирі на Кіпрі, знищили іранські безпілотники над повітряним простором Іраку та Сирії під час ударів Ірану по Ізраїлю.

## Структура
- Повітряне командування (англ. Air Command)[68] — авіабаза КПС Хай-Уіком
  - Група № 1 (англ. No. 1 Group) (бойова авіагрупа) — авіабаза КПС Хай-Уіком
  - Група № 2 (англ. No. 2 Group) (авіагрупа забезпечення) — авіабаза КПС Хай-Уіком
    - Полк Королівських ПС (англ. RAF Regiment)

  - Група № 11 (англ. No. 11 Group) (космічні сили) — авіабаза КПС Хай-Уіком
  - Група № 22 (англ. No. 22 Group) (навчально-тренувальна група) — авіабаза КПС Хай-Уіком
  - Група № 38 (англ. No. 38 Group) (група бойової та тилової підтримки) — авіабаза КПС Хай-Уіком
  - Експедиційна авіагрупа № 83 (англ. No. 83 Expeditionary Air Group) (сили КПС за кордоном, здебільшого на Близькому Сході) — авіабаза Ель-Удейд (Катар).

### Начальник штабу ПС

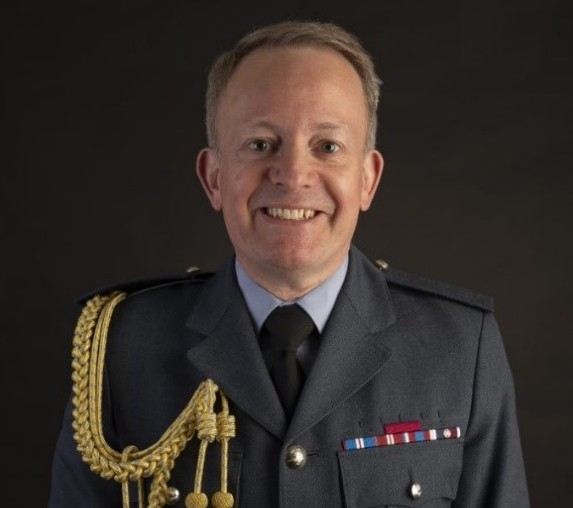
Начальник штабу КПС сер Річард Найтон

Професійним керівником і найвищим за рангом офіцером Королівських повітряних сил є Начальник штабу ПС (Chief of the Air Staff, CAS). Він підпорядковується Начальнику Штабу Оборони, який є професійним керівником Збройних сил Великої Британії. Чинним Начальником штабу КПС є головний маршал авіації сер Річард Найтон, який був призначений у 2023 році.
Керівництво КПС здійснює Рада повітряних сил (Air Force Board), що є підкомітетом Ради оборони (Defence Council), яка входить до складу Міністерства оборони і несе юридичну відповідальність за оборону Сполученого Королівства та його заморських територій. Начальник штабу КПС очолює Постійний комітет Ради повітряних сил (Air Force Board Standing Committee, AFBSC), який ухвалює політичні рішення та визначає дії, необхідні для виконання вимог Ради оборони та уряду Його Величності.

## Техніка та озброєння
Інформація про кількість техніки наведена станом на 2025 рік згідно з World Air Forces 2025 та Military Balance 2024.
| Модель літака/Тип              | Фото          | Країна походження | Призначення                                      | Варіації         | Кількість                   | Примітки                                                  | Роки служби                                  |
| Бойові літаки                  | Бойові літаки | Бойові літаки     | Бойові літаки                                    | Бойові літаки    | Бойові літаки               | Бойові літаки                                             | Бойові літаки                                |
| ------------------------------ | ------------- | ----------------- | ------------------------------------------------ | ---------------- | --------------------------- | --------------------------------------------------------- | -------------------------------------------- |
| Eurofighter Typhoon            |               | Європейський Союз | багатоцільовий винищувач                         | FGR4             | 113 (121 за даними MB 2024) | 10 літаків на зберіганні                                  | Взятий на озброєння у 2003 році              |
| F-35 Lightning II              |               | США               | багатоцільовий стелс винищувач                   | F-35B            | 31                          | Замовлено ще 103 літака                                   | Взятий на озброєння у 2013 році              |
| Спеціальні літаки              |               |                   |                                                  |                  |                             |                                                           |                                              |
| Boeing E-7 Wedgetail           |               | США               | Літак дального радіолокаційного стеження         |                  | 0/3                         |                                                           | Замовлено 3 літака, може бути збільшено до 5 |
| P-8 Poseidon                   |               | США               | Патрульний, протичовновий літак                  |                  | 9                           |                                                           | Взятий на озброєння у 2019 році              |
| Beechcraft Super King Air      |               | США               | Літак радіоелектронної розвідки та спостереження | Model 350ER      | 6                           |                                                           | Взятий на озброєння у 2009 році              |
| Boeing RC-135                  |               | США               | Літак радіоелектронної розвідки та спостереження |                  | 3                           |                                                           | Взятий на озброєння у 2013 році              |
| Танкери                        |               |                   |                                                  |                  |                             |                                                           |                                              |
| Airbus A330 MRTT               |               | Франція           | багатоцільовий заправник                         |                  | 9                           |                                                           | Взятий на озброєння у 2011 році              |
| Транспортні літаки             |               |                   |                                                  |                  |                             |                                                           |                                              |
| Airbus A400M                   |               | Європейський Союз | транспортний літак                               |                  | 21                          |                                                           | Взятий на озброєння у 2014 році              |
| C-17 Globemaster III           |               | США               | транспортний літак                               |                  | 8                           |                                                           | Взятий на озброєння у 2001 році              |
| Навчальні літаки та вертольоти |               |                   |                                                  |                  |                             |                                                           |                                              |
| BAE Systems Hawk               |               | Велика Британія   | навчально-бойовий                                | T2               | 28                          |                                                           | Взятий на озброєння у 2009 році              |
| Grob G 115                     |               | Німеччина         | навчально-тренувальний                           |                  | 91                          |                                                           |                                              |
| Grob G-120TP                   |               | Німеччина         | навчально-тренувальний                           |                  | 23                          |                                                           |                                              |
| Embraer Phenom 100             |               | Бразилія          | навчально-тренувальний                           |                  | 5                           |                                                           |                                              |
| T-6 Texan II                   |               | США               | навчально-тренувальний                           |                  | 14                          |                                                           | Взятий на озброєння у 2018 році              |
| Eurocopter EC135               |               | Німеччина         | навчально-тренувальний                           |                  | 29                          |                                                           | Взятий на озброєння у 2018 році              |
| Eurocopter EC145               |               | Німеччина         | навчально-тренувальний                           |                  | 7                           |                                                           | Взятий на озброєння у 2018 році              |
| Вертольоти                     |               |                   |                                                  |                  |                             |                                                           |                                              |
| CH-47 Chinook                  |               | США               | важкий транспортний вертоліт                     | HC3/4/5/6/MH-47G | 57                          | додатково замовлено 14 вертольотів                        | Взятий на озброєння у 1980 році              |
| Aérospatiale SA 330 Puma       |               | Франція           | транспортний вертоліт                            | HC2              | 16                          |                                                           |                                              |
| AgustaWestland AW109           |               | Італія            | Пошуково-рятувальний вертоліт, універсальний     |                  | 1                           |                                                           |                                              |
| Розвідувально-бойові БПЛА      |               |                   |                                                  |                  |                             |                                                           |                                              |
| General Atomics MQ-9 Reaper    |               | США               | розвідувально-ударний                            |                  | 9                           | Планується заміна на більш досконалу версію Protector RG1 | Взятий на озброєння у 2007 році              |
| Protector RG1                  |               | США               | розвідувально-ударний                            |                  | 2                           | Всього замовлено 16 одиниць                               | Взятий на озброєння у 2023 році              |

## Знаки розрізнення
При заснуванні нового виду збройних сил була затверджена нова система ієрархії власного зразка. Військові звання Королівських повітряних сил відрізняються від звань у армії та флоті.
У Королівських ПС існують свої офіцерські знаки розрізнення не пов'язані зі знаками розрізнення Сухопутних сил і побудовані на комбінації стрічок різної ширини схожі на знаки розрізнення Військово-морського флоту.

### Генерали і офіцери
| Категорії                 | Генерали                                                            | Генерали                                           | Генерали                            | Генерали                                      | Старші офіцери                         | Старші офіцери              | Старші офіцери                 | Старші офіцери                   | Молодші офіцери                     | Молодші офіцери                | Молодші офіцери               |
| ------------------------- | ------------------------------------------------------------------- | -------------------------------------------------- | ----------------------------------- | --------------------------------------------- | -------------------------------------- | --------------------------- | ------------------------------ | -------------------------------- | ----------------------------------- | ------------------------------ | ----------------------------- |
|                           |                                                                     |                                                    |                                     |                                               |                                        |                             |                                |                                  |                                     |                                |                               |
| Звання авіації            | Marshal of the Royal Air Force (Маршал Королівських повітряних сил) | Air Chief Marshal (Головний маршал повітряних сил) | Air Marshal (Маршал повітряних сил) | Air Vice-Marshal (Віце-маршал повітряних сил) | Air Commodore (Комодор повітряних сил) | Group Captain (Груп-кептен) | Wing Commander (Вінг-командер) | Squadron Leader (Сквадрон-лідер) | Flight Lieutenant (Флайт-лейтенант) | Flying Officer (Флаїнг-офіцер) | Pilot Officer (Пайлот-офіцер) |
| Звання у сухопутних силах | Фельдмаршал                                                         | Генерал                                            | Генерал-лейтенант                   | Генерал-майор                                 | Бригадир                               | Полковник                   | Підполковник                   | Майор                            | Капітан                             | Лейтенант                      | Другий лейтенант              |

### Ворент-офіцери, сержанти і солдати
| Категорії                 | Ворент-офіцери  | Сержанти                | Сержанти         | Сержанти | Сержанти       | Солдати                       | Солдати             | Солдати     |
| ------------------------- | --------------- | ----------------------- | ---------------- | -------- | -------------- | ----------------------------- | ------------------- | ----------- |
| Льотний склад             |                 |                         |                  |          |                |                               |                     | Відсутні    |
| Звання авіації            | Master Aircrew  | Flight Sergeant Aircrew | Sergeant Aircrew | Corporal | Lance Corporal | Senior Aircraftman            | Leading Aircraftman | Aircraftman |
| Техніки                   |                 |                         |                  |          |                |                               |                     | Відсутні    |
| Звання авіації            | Warrant Officer | Chief Technician        | Sergeant         | Corporal | Lance Corporal | Senior Aircraftman Technician | Leading Aircraftman | Aircraftman |
| Загальне                  |                 |                         |                  |          |                |                               |                     | Відсутні    |
| Звання авіації            | Warrant Officer | Flight Sergeant         | Sergeant         | Corporal | Lance Corporal | Senior Aircraftman            | Leading Aircraftman | Aircraftman |
| Звання у сухопутних силах | Ворент-офіцер   | Штаб-сержант            | Сержант          | Капрал   | Ланс-капрал    | —                             | —                   | Солдат      |

## Символи, прапори, емблеми та уніформа

Королівські ПС мають власний прапор, відомий як Royal Air Force Ensign.

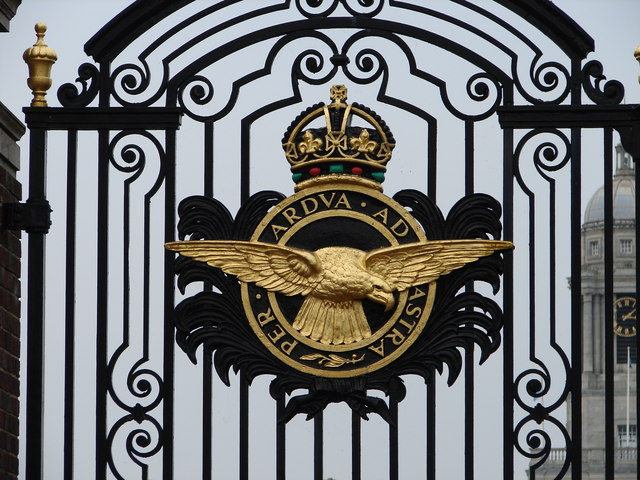
Емблему Королівських ПС можна побачити на воротах Королівського авіаційного коледжу в Кранвеллі, що є одним із найважливіших навчальних закладів для підготовки офіцерів КПС.

Дотримуючись традицій інших збройних сил Великої Британії, Королівські ПС (КПС, англ. RAF) використовують символи для свого представлення, як засоби згуртування особового складу та для підтримки бойового духу. На початкових етапах Першої світової війни британські літаки мали на своїй обшивці Юніон Джек (Union Flag) як розпізнавальний знак, проте його часто плутали з німецьким символом Залізного хреста (Iron Cross). У жовтні 1914 року було прийнято французьку систему трьох концентричних кілець, але з інверсією кольорів: червоний диск у центрі, біле кільце навколо нього і синє зовнішнє кільце.
Пропорції цих кілець змінювалися з часом, а під час Другої світової війни на фюзеляжному розпізнавальному знаку додали зовнішнє жовте кільце. Літаки, які діяли на Далекому Сході, червоний диск прибирали, щоб уникнути плутанини з японськими літаками. З 1970-х років камуфльовані літаки несуть низькопомітні розпізнавальні знаки – червоно-сині на темному камуфляжі або приглушено-рожеві та світло-блакитні на світлих кольорах. Більшість навчальних та транспортних літаків, які не мають камуфляжу, зберігають традиційний червоно-біло-синій знак.

### Девіз КПС
Девіз Королівських ПС – Per Ardua ad Astra, що зазвичай перекладається з латини як «Крізь труднощі до зірок», проте офіційний переклад RAF – «Крізь боротьбу до зірок». Вибір девізу приписують молодшому офіцеру Дж. С. Юлу, який запропонував його у відповідь на запит командира Королівського льотного корпусу, полковника Сайкса.

### Емблема КПС
Емблема Королівських ПС вперше з'явилася в серпні 1918 року. У геральдичних термінах вона описується так: «На тлі кола з девізом Per Ardua ad Astra, увінчаного Імперською короною, зображений орел у польоті, з опущеною та поверненою вліво головою».
Протягом років серед авіаторів точилися суперечки щодо того, чи птах на емблемі спочатку мав бути альбатросом чи орлом, але загальноприйнятою є думка, що це завжди був орел.

## Церемоніальні функції та показові виступи

### Red Arrows

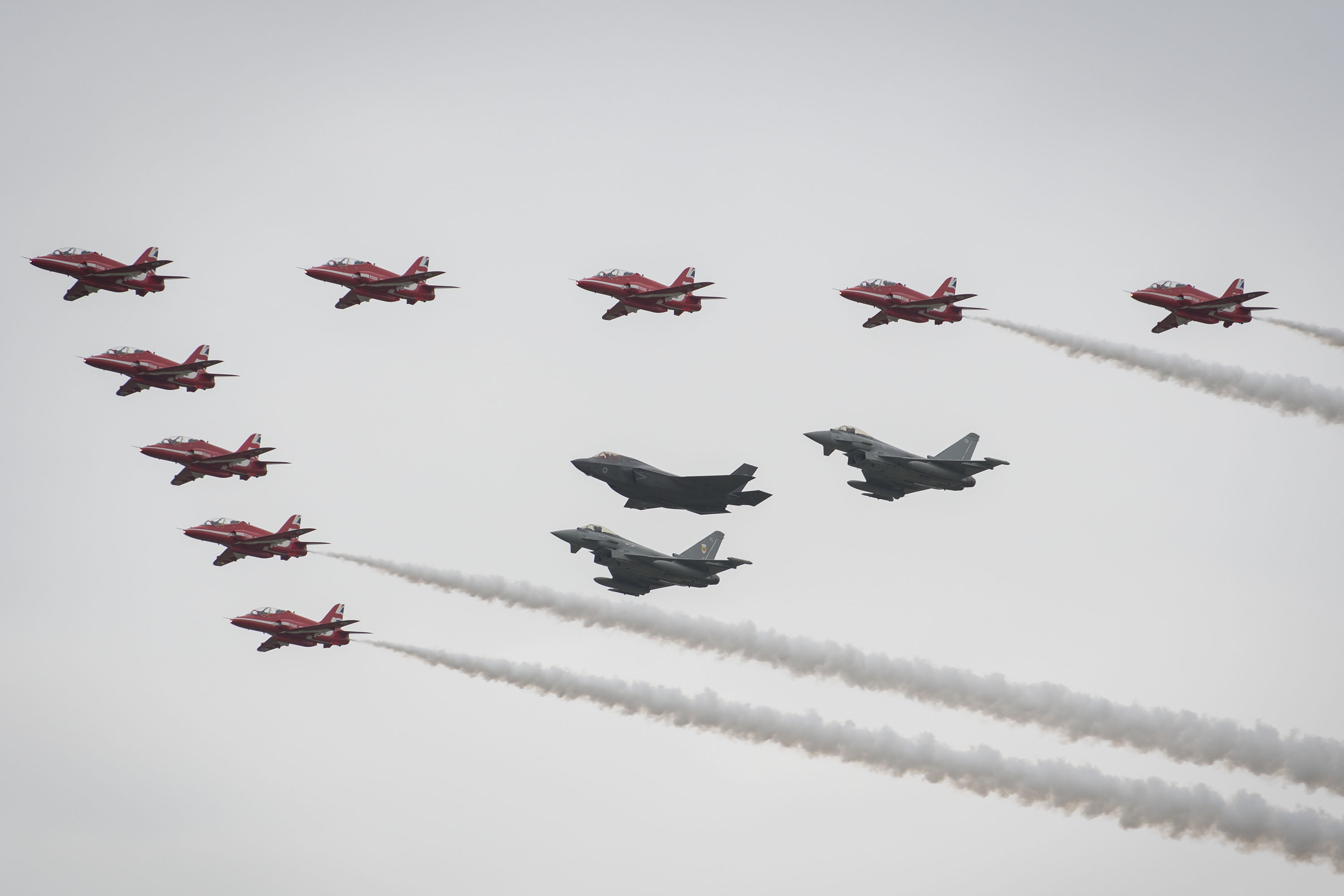
На Royal International Air Tattoo у 2016 році команда Red Arrows виконала демонстраційний політ у формації з винищувачем п’ятого покоління F-35B та двома винищувачами Eurofighter Typhoon.

«Червоні Стріли» (англ. Red Arrows), офіційно відомі як Королівська авіаційна пілотажна група (Royal Air Force Aerobatic Team), є групою пілотажних виступів Королівських ПС, що базується на авіабазі RAF Уодінгтон. Команда була створена наприкінці 1964 року як єдина офіційна група RAF, замінивши кілька неофіційних команд, які спонсорували різні підрозділи ПС Великої Британії.
Емблема Red Arrows зображує літаки у фірмовому строю Diamond Nine (алмазна дев’ятка), а їхній девіз – Éclat, французьке слово, що означає «блиск» або «досконалість».
Спочатку команда використовувала сім навчально-тренувальних літаків Folland Gnat, успадкованих від демонстраційної групи Yellowjacks. Цей літак був обраний через нижчу вартість експлуатації порівняно з фронтовими винищувачами. У своєму першому сезоні Red Arrows виконали 65 виступів по всій Європі. У 1966 році склад команди розширили до дев’яти пілотів, що дозволило їм розробити знамениту формацію Diamond Nine.
Наприкінці 1979 року команда перейшла на навчально-тренувальні літаки BAE Hawk. Відтоді Red Arrows виконали понад 4 700 показових польотів у 56 країнах світу.

### Музика КПС
Штаб-квартира Королівської авіаційної музичної служби (Royal Air Force Music Services) розташована на авіабазі RAF Нортголт. Вона підтримує професійних музикантів, які виступають на заходах по всьому світу в підтримку КПС.
Головний музичний підрозділ КПС – Центральний оркестр Королівських ПС (Central Band of the Royal Air Force), заснований у 1920 році.
Інші музичні колективи включають:
- Оркестр Королівського авіаційного коледжу (Band of the Royal Air Force College)
- Оркестр Королівського авіаційного полку (Band of the Royal Air Force Regiment)
- Оркестр Королівських допоміжних ПС (Band of the Royal Auxiliary Air Force)

### Церемонія Trooping the Colour
Королівські ПС та їхній попередник, Королівський льотний корпус, забезпечують авіаційний проліт під час церемонії Trooping the Colour (офіційного дня народження британського монарха) з 1913 року. Перший проліт Королівський льотний корпус виконав з нагоди офіційного дня народження короля Георга V над Лаффінс-Плейн, Олдершот.

## Відео
- The RAF channel on YouTube